# Agoraea boettgeri
Agoraea boettgeri là một loài bướm đêm thuộc phân họ Arctiinae, họ Erebidae.